# Revolutionära rörelsen för Kongos befrielse
Revolutionära rörelsen för Kongos befrielse, le Mouvement Révolutionnaire pour la Libération du Zaïre (MRLZ), är en kongolesisk motståndsgrupp som var emot president Mobutu Sese Seko (död 1997). MRLZ leddes av Anselme Masasu Nindaga och ingick i paraplyorganisationen Folkets befrielsefront, AFDL, som bildades 1996 under första Kongokriget.